# Giuseppe Abate
Giuseppe Abate (vor 1828 – nach 1860) war ein italienischer Maler und Restaurator des 19. Jahrhunderts.
1828 war er in Neapel Mitglied der Congregazione dei SS. Luca ed Anna. Abate entdeckte 1860 die Fresken der Kapelle des Castel Capuano und restaurierte sie. Sie wurden später in den großen Saal des Apellationshofes in Neapel gebracht.